# My Lovely Sam Soon
My Lovely Sam Soon (hangeul : en coréen : 내 이름은 김삼순 ; RR : Nae ireumeun Kim Sam-soon) est une série télévisée sud-coréen en seize épisodes de 60 minutes diffusée du 1er juin au 21 juillet 2005 sur MBC.

## Synopsis
Kim Sam-Soon (Kim Sun-a) a pour passion la pâtisserie et elle rêve de posséder son magasin. Après s’être fait plaquer par son petit ami, elle parvient à trouver un emploi dans un grand restaurant français où elle doit travailler avec un jeune homme appelé Hyun Jin-Heon (Hyun Bin). Les deux sont en mauvais termes depuis leur première rencontre…

## Distribution
- Kim Sun-a (en) : Kim Sam-soon
- Hyun Bin : Hyun Jin-heon
- Jung Ryeo-won : Yoo Hee-jin
- Daniel Henney : Dr Henry Kim
- Kim Ja-ok : Park Bong-Sook, mère de Sam Soon
- Lee Ah-hyun (en) : Kim Yi-Young, sœur de Sam Soon
- Na Moon-hee (en) : Na Hyun-Sook, mère de Jin-heon
- Seo Ji-hee (en) : Hyun Mi-joo, nièce de Jin-heon
- Yoon Ye-hee : Yoon Hyun-sook, tante de Jin-heon
- Lee Kyu-han (en) : Min Hyun-woo, ex de Sam Soon
- Lee Yoon-mi (en) : Jang Chae-R

### Le personnel du restaurant
- Yeo Woon-kay (en) : Mme Oh (gestionnaire)
- Kwon Hae-hyo : Lee Hyun-moo (chef)
- Han Yeo-won : Lee In-Hye - Sam-soon, l'assistant
- Kim Hyun Jung : Jang Young-Ja (chef de la salle à manger)

### Sources
- (en) Cet article est partiellement ou en totalité issu de l’article de Wikipédia en anglais intitulé « My Lovely Sam Soon » (voir la liste des auteurs).